# Öja (Suède)
Öja est une région peuplée (une socken) se situant sur l'île suédoise de Gotland.    
Elle comprend la même zone que le district administratif d'Öja, établi le 1er janvier 2016. 

### Liens connexes
- Sentier de l'archipel de Stockholm
- (10123) Fideöja, astéroïde nommé d'après Fide, Gotland (en) et Öja.